# استفان لمبرت (ورزشکار)
استفان لمبرت (انگلیسی: Stephen Lambert؛ زادهٔ ۲۱ دسامبر ۱۹۷۹) ورزشکار هاکی روی چمن اهل استرالیا است.
وی در مسابقات کشوری و بین‌المللی در مجموع برندهٔ ۳ مدال طلا، ۳ مدال نقره، ۱ مدال برنز شده‌است.